# Gratia Schimmelpenninck van der Oye
Gratia Maria Margaretha baronesse Schimmelpenninck van der Oye (ur. 10 lipca 1912 w Doorn; zm. 12 lutego 2012 w Hadze) — holenderska narciarka alpejska. Jej ojciec, Baron Schimmelpenninck van der Oye, był prezydentem Holenderskiego Komitetu Olimpijskiego podczas Letnich Igrzysk Olimpijskich 1928 w Amsterdamie.

## Kariera
W wieku 23 lat Gratia wystąpiła na Zimowych Igrzyskach Olimpijskich 1936 w Garmisch-Partenkirchen. Zawodniczka wzięła udział w jednej konkurencji narciarstwa alpejskiego, kombinacji alpejskiej kobiet, gdzie zajęła 14. miejsce. Był to jej jedyny występ na igrzyskach olimpijskich.
Po przejściu na emeryturę narciarka została pierwszą kobiecą członkinią Międzynarodowej Federacji Narciarskiej. Była także honorową członkinią Holenderskiego Związku Narciarskiego.